# 카렐 엔팔루
카렐 아우구스트 엔팔루(에스토니아어: Kaarel August Eenpalu, 본명: 카를 아우구스트 에인분드(Karl August Einbund), 1888년 5월 28일 ~ 1942년 1월 28일)는 에스토니아의 군인, 정치인이다.

## 생애
1909년부터 1914년까지 타르투 대학교에서 법학을 전공했으며 나중에 모스크바 대학교를 졸업했다. 1917년부터 1918년까지 에스토니아 제1포병연대의 부대장으로 복무했고 1918년부터 1919년까지 에스토니아 독립 전쟁에서 타르투 고등학생 대대, 에스토니아 제2포병부대의 지휘관을 맡았다.
1919년부터 1920년까지 소집된 에스토니아 제헌의회 의원을 역임했으며 1920년부터 1937년까지 에스토니아 의회 의원을 역임했다. 1932년에는 에스토니아의 국가 총재를 역임했고 1938년부터 1939년까지 에스토니아를 총리를 역임했다. 그 외에 에스토니아 내무부 장관(1920년 ~ 1921년, 1924년 ~ 1926년, 1934년 ~ 1938년), 에스토니아 의회 의장(1926년 6월 22일 ~ 1932년 7월 19일, 1933년 5월 18일 ~ 1934년 8월 29일)을 역임했다.
1940년 7월 소련이 에스토니아를 점령한 이후에 기타이 에스토니아의 주요 정치인들과 함께 체포되었고 나중에 러시아로 추방되었다. 1942년 키로프 주 뱟카에 위치한 강제 수용소에서 사망했다.